# Gniewkowice
Gniewkowice (niem. Annahof) – kolonia w Polsce, położona w województwie opolskim, w powiecie głubczyckim, w gminie Kietrz
Miejscowość położona jest przy drodze krajowej nr 419.
Miejsce urodzenia niemieckiego zbrodniarza wojennego Richarda Thomalli.
Do 2024 r. miejscowość była przysiółkiem wsi Chróścielów.